# Mario & Sonic op de Olympische Winterspelen: Sotsji 2014
Mario & Sonic op de Olympische Winterspelen: Sotsji 2014 (Engels: Mario & Sonic at the Sochi 2014 Olympic Winter Games) is een spel dat is ontwikkeld door Sega Sports en uitgegeven door Nintendo voor de Wii U in 2013.
Het is het vierde deel in de Mario & Sonic-serie, en het eerste spel in de reeks dat voor de Wii U is uitgekomen. Tevens is het het eerste spel in de reeks zonder een handheld-versie.

## Spel
Spelers kunnen slechts één personage kiezen uit twintig karakters, en nemen deel in een serie van zestien Olympische sporten. De besturing verloopt via de Wii Remote MotionPlus en Nunchuck joystick, of via de GamePad van de Wii U.
Net zoals in voorgaande spellen kunnen spelers deelnemen aan een van de acht "Dream Events", inclusief een nieuwe gemengde sport waarbij onderdelen gelijktijdig gespeeld worden met snowboarding, skiën, en bobslee-spelers. Deze sporten worden gehouden op plaatsen uit de Mario- en Sonic-franchises. Een nieuwe toevoeging aan dit spel is de "Action & Answer Tour", waar spelers vragen beantwoorden om hiermee punten te scoren, terwijl ze deelnemen aan diverse sporten met gastheren Orbot en Cubot uit Sonic Colours en Sonic Lost World.

## Verkoop
Van het spel Mario & Sonic op de Olympische Winterspelen: Sotsji 2014 zijn wereldwijd 780.000 exemplaren verkocht.